# Eugenio Facchini
Eugenio Facchini (Conselice, 21 aprile 1912 – Bologna, 26 gennaio 1944) è stato un politico italiano, Segretario federale del Partito Fascista Repubblicano di Bologna nel periodo della Repubblica Sociale Italiana.

## Biografia
Eugenio Facchini nacque a Conselice il 21 aprile 1912 da Pietro e Maria Gualdrini. Predilesse gli studi politici e sociali, laureandosi presso la Facoltà di Giurisprudenza di Bologna nel 1936. Durante gli anni di studio fu segretario del Gruppo Universitario Fascista (G.U.F.) di Bologna.
Nel 1941 scrisse i primi articoli per Architrave: mensile di politica, letteratura e arte, organo del G.U.F. bolognese attivo dal 1940 (a cui collaborarono tra gli altri anche Pier Paolo Pasolini, Vasco Pratolini ed Enzo Biagi).
Al ritorno dal fronte russo, per il quale si era arruolato come volontario "per farsi perdonare un articolo su Architrave contro lo strapotere dei gerarchi", fu nominato direttore del mensile, co-direttore l'ex commilitone Massimo Rendina. Nelle intenzioni dei maggiorenti della sezione bolognese del Partito Nazionale Fascista (PNF), i due reduci avrebbero dovuto dare "un tono più fascista" al giornale, considerato precedentemente un foglio della fronda, ma toni critici continuarono a persistere.
Nel giugno 1942 Facchini assunse anche la carica di segretario del GUF bolognese e, nel 1943, quella di ispettore del GUF per l'Alta Italia.
Il mensile Architrave cessò le pubblicazioni con la caduta del fascismo e Facchini, dopo l'8 settembre 1943, decise di aderire alla Repubblica Sociale Italiana, mentre altri suoi amici (tra cui Rendina e Biagi) confluirono nella Resistenza.
Nell'ottobre 1943 venne nominato da Alessandro Pavolini, con l'approvazione dello stesso Mussolini, Segretario federale del Partito Fascista Repubblicano di Bologna.
Il 26 gennaio 1944 a Bologna, poco dopo aver varcato il portone d'ingresso della Casa dello Studente in via Zamboni, fu ucciso da cinque colpi di pistola sparati a seguito di un agguato tesogli da un gruppo di gappisti, formato dai partigiani Remigio Venturoli (detto Zani), Ermanno Galeotti e Bruno Pasquali.
Il fatto seguiva di un mese l'uccisione nelle medesime circostanze di Aldo Resega, federale di Milano, e suscitò forte emozione in città e una violenta reazione da parte dei fascisti bolognesi: per rappresaglia vennero prelevati dalle carceri di San Giovanni in Monte (Bologna) e della Rocca di Imola e condannati a morte, dopo sommario processo presieduto dal generale Ivan Doro, dieci prigionieri politici ossia: Alessandro Bianconcini, Alfredo Bartolini, Romeo Bartolini, Silvio Bonfigli, Cesare Budini, Ezio Cesarini, Francesco D'Agostino, Zosimo Marinelli, Sante Contoli e Luigi Missoni; per questi ultimi due la condanna fu commutata nella pena a 30 anni di reclusione: Missoni morì il 27 dicembre nel bombardamento del carcere di Castelfranco Emilia mentre Contoli morì nel lager di Mauthausen. Gli altri otto furono fucilati al poligono di tiro di Borgo Panigale il 27 gennaio 1944.
A nome di Eugenio Facchini fu intitolata la 23ª Brigata Nera della RSI operante nel bolognese, al comando del suo successore, il federale Pietro Torri.